# Вргада (Пакоштане)
Вргада је насељено место у саставу општине Пакоштане, у Задарској жупанији, Република Хрватска.

## Географија
Насеље се налази на истоименом острву Вргада.

## Историја
До територијалне реорганизације у Хрватској налазила се у саставу старе општине Биоград на Мору.

## Становништво
На попису становништва 2011. године, Вргада је имала 249 становника.

## Попис1991.
На попису становништва 1991. године, насељено место Вргада је имало 236 становника, следећег националног састава:
| Попис 1991.‍ | Попис 1991.‍ | Попис 1991.‍ | Попис 1991.‍ | Попис 1991.‍ |
| ----------- | ----------- | ----------- | ----------- | ----------- |
|             |             |             |             |             |
| Хрвати      | Хрвати      |             | 236         | 100%        |
| укупно: 236 |             |             |             |             |